# Старцев, Пётр Николаевич (бард)
Пётр Никола́евич Ста́рцев — бард, бывший директор Творческого объединения «Самарские барды». Лауреат Ильменского фестиваля (1981, 1982, 1983), Грушинского фестиваля (1986, 1987, 2005), фестиваля «Петербургский аккорд» (1998).

## Биография
Пётр Николаевич Старцев родился 16 июля 1960 в Свердловске.
Окончил среднюю школу № 66. Занимался спортивным ориентированием. Играл в вокально-инструментальном ансамбле. В 1978 году поступил и в 1982 году окончил Челябинский государственный институт физической культуры.
В институте встретил Олега Митяева, вместе с которым в 1979 году они составили дуэт: Олег Митяев — Пётр Старцев, выступавший в жанре авторской песни (АП). Режиссёром дуэта стал Михаил Вейцкин. Дуэт просуществовал 10 лет. Все эти годы Петр Старцев входил в челябинский Клуб самодеятельной песни «Моримоша».
Работал спортивным тренером.
С 1991 по 2011 годы  Пётр Старцев жил в Самаре. В 2011 году переехал в Свердловскую область.

## Творчество
В 1997 году вышел первый альбом Петра Старцева «Не печалься любимая…». В 2001 году выходят ретроспективный диск Петра Старцева и Олега Митяева «Ты помнишь, верили всерьёз…», а также второй диск Петра Старцева «Прошедшее, знакомое…». В 2002 году выходит кассета детских песен «Песни для маленького пони».
С августа 2002г по май 2003 г. — арт-директор бард-кафе «Старый город».
В 2002 году Пётр Старцев инициирует создание ансамбля «Самарские барды», который в 2002 году выпустил кассетный магнитоальбом «С нами ничего не случится…».
В 2003 году при активном участии Петра Старцева создано Некоммерческое Партнёрство «Творческое объединение „Самарские барды“», в котором он становится директором.
В 2004 году Пётр Старцев предлагает идею, а затем вместе с коллегами по Творческому объединению организует и проводит Интернет-конкурс бардовской песни. Конкурс проводится по настоящее время. С 2012 года Пётр Старцев перешел от руководства Интернет-конкурсом к работе в его жюри.
В 2009 году выходят компакт-диск дуэта Петра Старцева и Ирины Вольдман «Осенний разговор», компакт-диск «На этом береге» ансамбля «Самарские барды» в составе Пётр Старцев, Владимир Авраменко, Владимир Петров, Дмитрий Шульпов.
С 2004 года Пётр Старцев руководит организацией самарского открытого областного фестиваля бардовской песни «Шестиструнная Самара». С 2007 по 2009 год — творческой программой фестиваля бардовской песни им. В. Грушина на площадке у Мастрюковских озёр.
В 2010 году Пётр Старцев вместе с коллегами по ТО «Самарские барды» и Национальным парком «Самарская Лука» учреждают и реализуют новый проект — Международный фестиваль «Мир бардов».
В 2011 году Пётр Старцев, после переезда на Урал, прекращает участие в ансамбле «Самарские барды» и начинает писать песни православной тематики, реализуя сольные проекты.